# A7 road
Die A7 ist eine Fernstraße in Großbritannien. Sie beginnt in Schottland im Zentrum von Edinburgh und endet im Zentrum des nordenglischen Carlisle.

## Verlauf
Unweit des Bahnhofs Edinburgh Waverley beginnt die A7 im Zentrum von Edinburgh am Endpunkt der A1, der auch das östliche Ende der Princes Street markiert. Nach Süden verlaufend folgt sie der North Bridge über das Bahnhofsgebäude und verlässt Edinburgh durch die südöstlichen Stadtteile. Die Straße kreuzt die Stadtumfahrung von Edinburgh und stellt damit einen bedeutenden Zufahrtsweg in die Innenstadt dar. Midlothian erreichend trennt die A7 die Städte Bonnyrigg und Dalkeith, quert North und South Esk bindet in südöstlicher Richtung verlaufend die dünnbesiedelten Regionen der Council Area an.
In den Scottish Borders folgt die A7 dem Lauf des Gala Water, das sie in Galashiels quert. Mit dieser Querung knickt der Lauf der A7 ab und schlägt fortan eine südsüdwestliche Richtung ein. Für wenige Kilometer dem Tweed folgend, quert die Straße diesen, folgt dem Lauf des Ettrick Water und erreicht Selkirk. Nach der mehrmaligen Querung des Teviot in und jenseits von Hawick erreicht die Straße Dumfries and Galloway, wo sie dem Lauf des Mosspaul Burn und dann dem des Ewes Water folgt und durch Langholm führt.
Dem Esk in südlicher Richtung folgend, passiert die A7 die englisch-schottische Grenze und verläuft auf ihren letzten 19 km Länge durch die englische Grafschaft Cumbria. Bei Longtown quert sie den Esk und wenige Kilometer südlich den Lyne. In einem Kreisverkehr bei der Überquerung der M6 kreuzt die A7 die A689 (Carlisle–Hartlepool) und erreicht mit der Querung des Eden auf der denkmalgeschützten Eden Bridge Carlisle. Dort endet sie im Stadtzentrum am Endpunkt der A6.

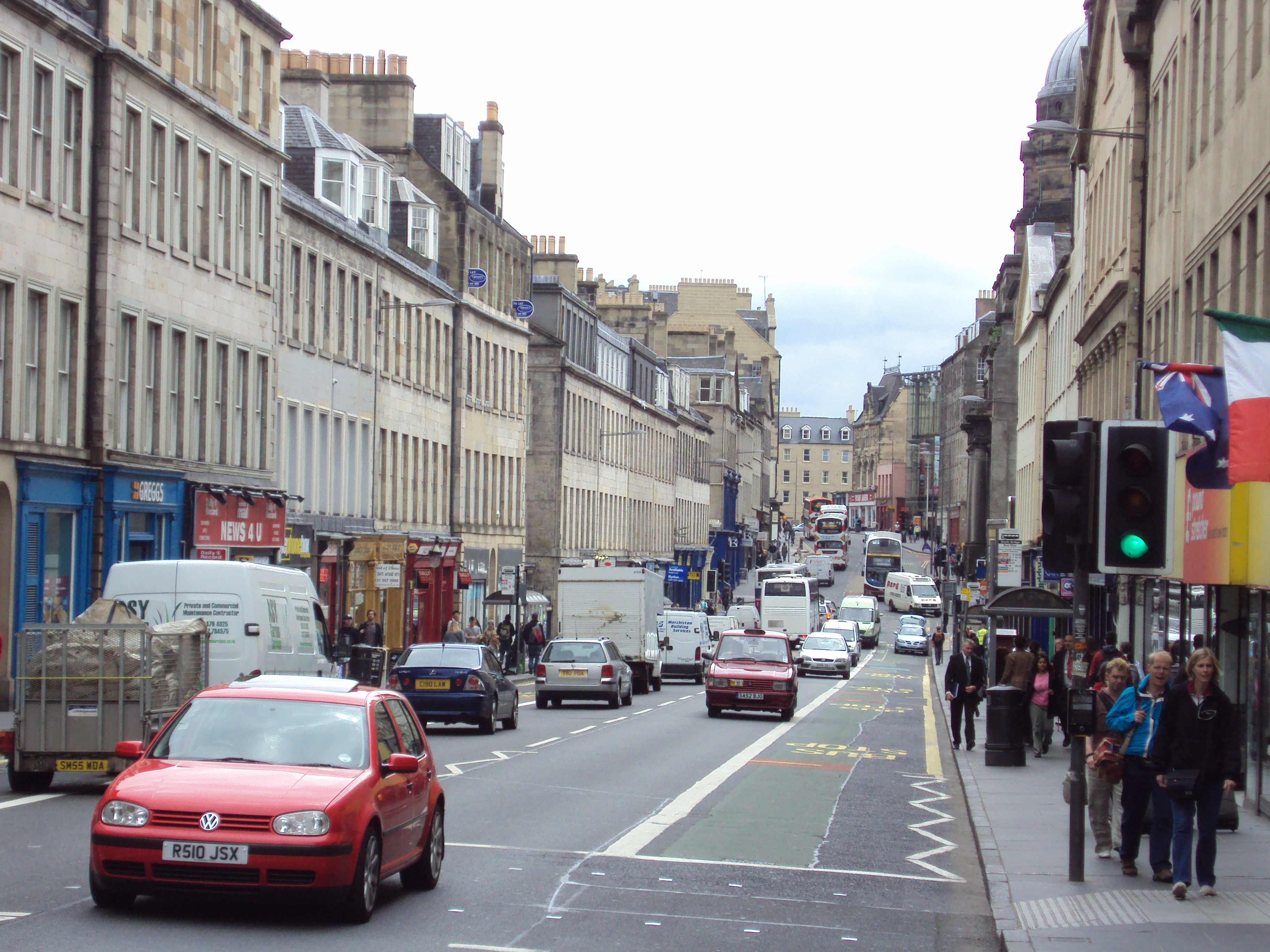
Im Zentrum von Edinburgh
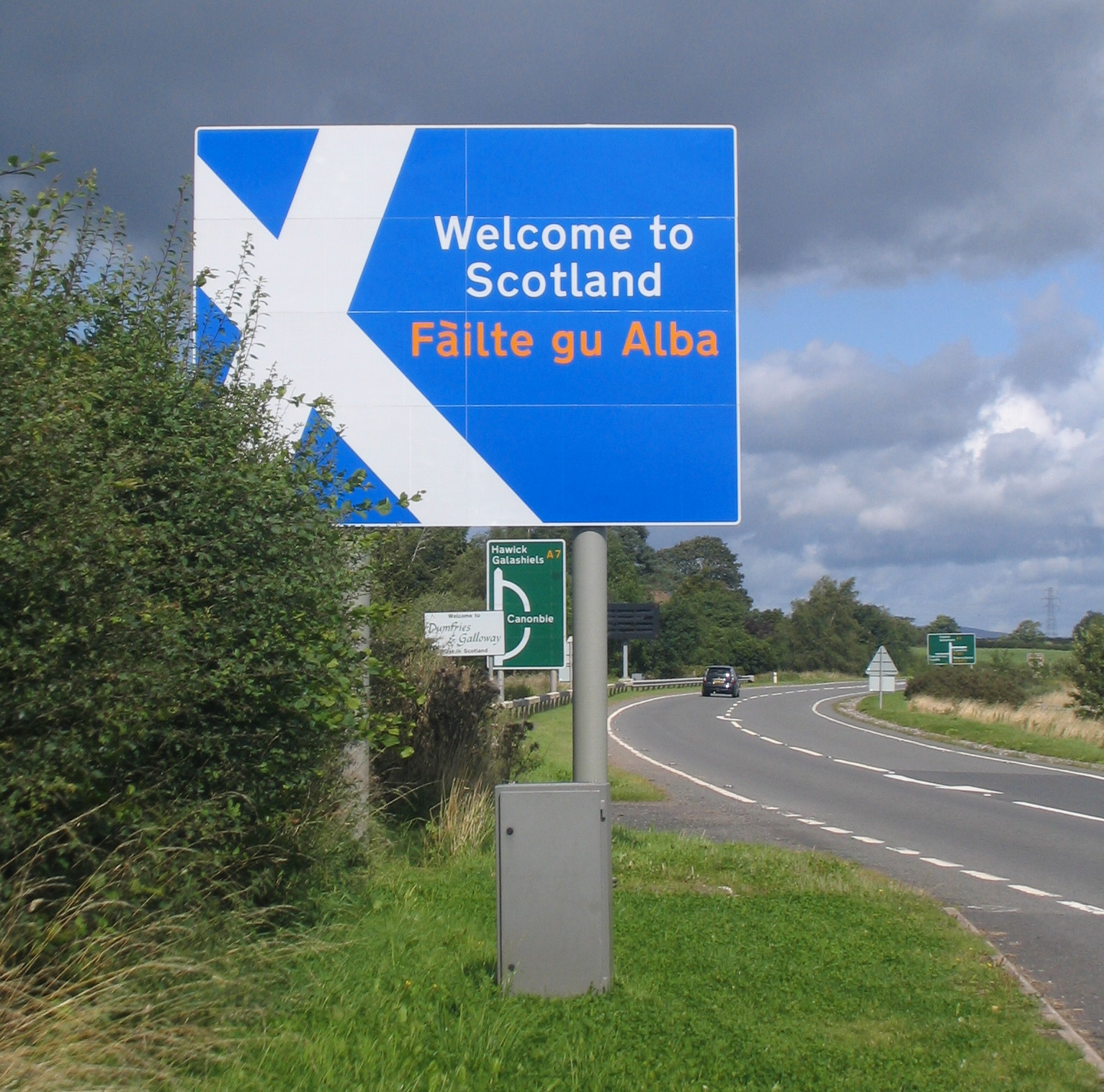
Grenzübertritt zwischen England und Schottland
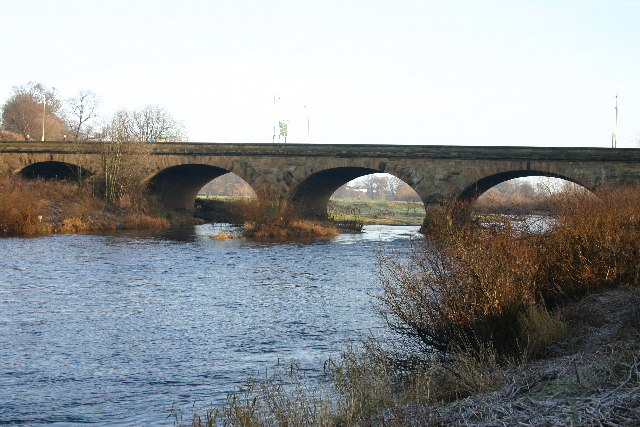
Eden Bridge über den Eden in Carlisle